# Abdihamid Nur
Abdihamid Nur, né le 14 octobre 1998 à Phoenix, est un athlète américain, spécialiste des courses de fond.

## Biographie
En 2022, étudiant à l'université du Nord de l'Arizona, il établit un nouveau record NCAA du 5 000 mètres en 13 min 6 s 32, record qui était détenue depuis 1978 par le Kényan Henry Rono depuis 1978 Troisième des championnats des États-Unis, il participe aux championnats du monde à Eugene et se classe 11e de la finale du 5 000 m.
Crédité de 13 min 5 s 17 en mai 2023 à Los Angeles, il remporte en juin les championnats nationaux du 5 000 m en devançant son compatriote Paul Chelimo.

## Palmarès

### International
| Date | Compétition           | Lieu     | Résultat | Épreuve | Temps          |
| ---- | --------------------- | -------- | -------- | ------- | -------------- |
| 2022 | Championnats du monde | Eugene   | 11e      | 5 000 m | 13 min 18 s 05 |
| 2023 | Championnats du monde | Budapest | 12e      | 5 000 m | 13 min 23 s 90 |

### National
- Championnats des États-Unis d'athlétisme
  - vainqueur du 5 000 m en 2023

## Records
| Épreuve | Performance   | Lieu        | Date        |
| ------- | ------------- | ----------- | ----------- |
| 5 000 m | 13 min 5 s 17 | Los Angeles | 26 mai 2023 |